# Gulstrupig busksparv
Gulstrupig busksparv (Chlorospingus flavigularis) är en fågel i familjen amerikanska sparvar inom ordningen tättingar.

## Utseende
Gulstrupig busksparv är en rätt färglös tangaraliknande amerikansk sparv. Den har olivgrön ovansida, gråaktig undersida och tydligt gult på strupe och undre stjärttäckare. Liknande gulskäggig busksparv har mer utsvängda gula mustaschstreck, ej gult på hela strupen, och grå ögon, ej brunröda. 

## Utbredning och systematik
Gulstrupig busksparv delas in i tre underarter:
- Chlorospingus flavigularis hypophaeus – förekommer i bergsskogarna i västra Panama (Chiriquí till Veraguas)
- flavigularis/marginatus-gruppen
  - Chlorospingus flavigularis marginatus – förekommer i västra Andernas västsluttning i sydvästra Colombia och västra Ecuador
  - Chlorospingus flavigularis flavigularis - förekommer i Anderna från centrala Colombia till östra Ecuador och östra Peru (Cusco)

Sedan 2016 urskiljer Birdlife International och naturvårdsunionen IUCN hypophaeus som den egna arten "orangestrupig busksparv". 

### Familjetillhörighet
Tidigare fördes de amerikanska sparvarna till familjen fältsparvar (Emberizidae) som omfattar liknande arter i Eurasien och Afrika. Flera genetiska studier visar dock att de utgör en distinkt grupp som sannolikt står närmare skogssångare (Parulidae), trupialer (Icteridae) och flera artfattiga familjer endemiska för Karibien. Samma studier visar också att busksparvarna i Chlorospingus, tidigare placerade i familjen tangaror (Thraupidae), är en del av familjen.

## Levnadssätt
Gulstrupig busksparv hittas i Anderna i förberg och den subtropiska zonen på 700 till 1800 meters höjd. Där är den rätt vanlig och påträffas vanligen i smågrupper som följer med kringvandrande artblandade flockar.

## Status
IUCN hotkategoriserar underartsgrupperna (eller arterna) var för sig, båda som livskraftiga.

## Namn
Arterna i Chlorospingus kallades tidigare busktangaror, men har döpts om till busksparvar för att förtydliga korrekta familjetillhörigheten. De arter i Pipilo och Melozone som tidigare kallades just busksparvar har istället bytt namn till snårsparvar för att undvika förväxling och för att de står nära snårsparvarna i Atlapetes.